# Castillo Point
Der Castillo Point ist eine vereiste Landspitze an der Ruppert-Küste des westantarktischen Marie-Byrd-Lands. Sie markiert die Ostflanke der Mündung des Land-Gletschers in die Land Bay.
Der United States Geological Survey kartierte sie anhand eigener Vermessungen und Luftaufnahmen der United States Navy aus den Jahren von 1959 bis 1965. Das Advisory Committee on Antarctic Names benannte die Landspitze 1972 nach Rudy Castillo, Aerograph der US Navy und Teilnehmer an der Operation Deep Freeze der Jahre 1968 und 1969, bei der er zur Mannschaft auf der Hallett-Station gehörte.